# Канзи
Ка́нзи (рос. Канзы) — село в Кіровському районі Ленінградської області, Росія.